# Koðran Eilífsson
 Koðran Eilífsson (n. 930) fue un vikingo y bóndi de Skagalaxardal en Islandia. Era hijo del colono noruego Eilífur örn Atlason. Es un personaje de la saga de Grettir, y la Saga Vatnsdœla. Casó con Jarngerður (n. 940) de Giljá, Vatnsdalur, y de esa relación tuvieron dos hijos: Thorvaldur Kodransson y Ormur Koðransson (974 - 1050); Ormur es también un personaje de la saga de Grettir. 